# Abubaker Ali Kamal
Abubaker Ali Kamal (arabisch أبو بكر علي كمال; * 8. November 1983) ist ein ehemaliger katarischer Leichtathlet, der im Hindernis-, Mittel- und Langstreckenlauf an den Start ging.

## Sportliche Laufbahn
Erste internationale Erfahrungen sammelte Abubaker Ali Kamal im Jahr 1999, als er bei den Jugendweltmeisterschaften in Bydgoszcz im 1500-Meter-Lauf in 3:45,72 min den vierten Platz belegte und anschließend bei den Juniorenasienmeisterschaften in Singapur mit neuem Meisterschaftsrekord von 3:42,46 min die Goldmedaille gewann. Bei den Crosslauf-Weltmeisterschaften 2000 in Lissabon erreichte er nach 24:19 min Rang 13 in der U20-Wertung und gewann anschließend bei den Asienmeisterschaften in Jakarta in 3:52,64 min die Silbermedaille hinter seinem Landsmann Mohamed Suleiman. Bei den Juniorenweltmeisterschaften in Santiago de Chile belegte er in 3:44,12 min den siebten Platz. Im Jahr darauf erreichte er bei den Arabischen Meisterschaften in Damaskus nach 8:54,22 min Rang vier im Hindernislauf. 2002 gewann er bei den Juniorenweltmeisterschaften in Kingston in 8:33,67 min die Bronzemedaille im Hindernislauf und gewann anschließend auch bei den Asienmeisterschaften in Colombo in 8:37,4 min die Bronzemedaille hinter seinem Landsmann Khamis Abdullah Saifeldin und Saad Shaddad al-Asmari aus Saudi-Arabien. Daraufhin nahm er erstmals an den Asienspielen in Busan teil und gewann dort in 8:31,75 min die Silbermedaille hinter Landsmann Saifeldin. Gegen Ende des Jahres siegte er bei den Juniorenasienmeisterschaften in Bangkok mit neuem Meisterschaftsrekord von 8:53,47 min und gewann über 1500 Meter in 3:53,48 min die Silbermedaille.
2003 belegte er bei den Arabischen Meisterschaften in Amman in 8:49,74 min den vierten Platz im Hindernislauf und erreichte anschließend bei den Asienmeisterschaften in Manila nach 3:46,62 min ebenfalls Rang vier, diesmal über 1500 Meter. Im Jahr darauf wurde er bei den Panarabischen Spielen in Algier in 3:46,74 min Fünfter über 1500 Meter und klassierte sich im 5000-Meter-Lauf in 13:47,79 min auf dem vierten Platz. 2005 siegte er bei den Asienmeisterschaften in Incheon in 3:44,24 min über 1500 Meter und gewann kurz darauf bei den Arabischen Meisterschaften in Tunis in 3:42,54 min die Bronzemedaille hinter dem Bahrainer Belal Mansoor Ali und Abdalla Abdelgadir aus dem Sudan. Im November gewann er bei den erstmals ausgetragenen Hallenasienspielen in Bangkok in 3:50,31 min die Silbermedaille hinter seinem Landsmann Thamer Kamal Ali und im 3000-Meter-Lauf gewann er in 8:13,24 min hinter Ali und dem Thailänder Boonthung Srisung die Bronzemedaille. Schließlich gewann er bei den Westasienspielen in Doha in 3:41,45 min die Silbermedaille über 1500 Meter hinter Belal Mansoor Ali aus Bahrain. Am 28. August 2006 stellte er in Brüssel gemeinsam mit Majed Saeed Sultan, Salem Amer al-Badri und Abdulrahman Suleiman in der 4-mal-800-Meter-Staffel den aktuellen Asienrekord von 7:06,66 min auf. Anschließend nahm er erneut an den Asienspielen in Doha teil und belegte dort in 3:41,09 min den vierten Platz.
2007 belegte er bei den Arabischen Meisterschaften in Amman im 800-Meter-Lauf in 1:49,1 min den siebten Platz und erreichte über 1500 Meter in 3:45,54 min Rang vier. Anschließend gewann er bei den Asienmeisterschaften ebendort in 1:52,88 min die Bronzemedaille über 800 Meter hinter Mohammed al-Salhi aus Saudi-Arabien und dem Iraner Sajjad Moradi und auch über 1500 Meter gewann er in 3:47,22 min die Bronzemedaille, diesmal hinter dem Saudi Mohammed Shaween und dem Iraner Moradi. Daraufhin erreichte er bei den Weltmeisterschaften in Osaka in 8:26,90 min Rang elf im Hindernislauf und wurde bei den Militärweltspielen in Hyderabad in 8:50,12 min Siebter. Kurz darauf gewann er bei den Hallenasienspielen in Macau in 3:50,78 min die Bronzemedaille hinter dem Inder Chatholi Hamza und Omar al-Rasheedi aus Kuwait und belegte über 3000 Meter in 8:13,59 min den fünften Platz. Im Dezember wurde er bei den Panarabischen Spielen in Kairo in 3:53,66 min Sechster über 1500 Meter und gewann im Hindernislauf in 8:43,02 min die Bronzemedaille hinter den Marokkanern Abdelkader Hachlaf und Hamid Ezzine. 2008 gewann er bei den Hallenasienmeisterschaften in Doha in 3:42,50 min die Bronzemedaille hinter seinem Landsmann Thamer Kamal Ali und dem Inder Hamza Chatholi und erreichte über 800 Meter in 1:49,86 min Rang fünf. Anschließend schied er bei den Hallenweltmeisterschaften in Valencia mit 3:45,95 min über 1500 Meter im Vorlauf aus. Im Hindernislauf qualifizierte er sich für die Teilnahme an den Olympischen Spielen in Peking, bei denen er sich mit 8:16,59 min im Finale auf dem achten Platz klassierte.
2009 belegte er bei den Militärweltmeisterschaften in Sofia in 1:48,23 min den fünften Platz über 800 Meter und gewann im Hindernislauf in 8:36,87 min die Bronzemedaille hinter dem Marokkaner Abdelkader Hachlaf und Rabia Makhloufi aus Algerien. Anschließend erreichte er bei den Weltmeisterschaften in Berlin in 8:19,72 min Rang zwölf und gewann bei den Hallenasienspielen in Hanoi in 3:44,07 min die Bronzemedaille über 1500 Meter hinter Landsmann Thamer Kamal Ali und dem Bahrainer Alemu Bekele. Kurz darauf schied er bei den Asienmeisterschaften in Guangzhou mit 3:52,25 min im Vorlauf über 1500 Meter aus, gewann aber im Hindernislauf in 8:34,73 min die Bronzemedaille hinter dem Bahrainer Tareq Mubarak Taher und Lin Xiangqian aus China. Im Jahr darauf siegte er über 1500 Meter bei den Hallenasienmeisterschaften in Teheran in 3:51,78 min über 1500 Meter, scheiterte anschließend aber bei den Hallenweltmeisterschaften in Doha mit 3:46,51 min in der Vorrunde. 2011 siegte er im Hindernislauf in 8:30,23 min bei den Asienmeisterschaften in Kōbe und gewann bei den Militärweltspielen in Rio de Janeiro in 8:30,71 min die Bronzemedaille hinter dem Ugander Simon Ayeko und Abdelkader Hachlaf aus Marokko. Daraufhin schied er bei den Weltmeisterschaften in Daegu mit 8:30,37 min im Vorlauf aus. Bei den Arabischen Meisterschaften in al-Ain siegte er in 15:35,53 min über 5000 Meter und gewann im Hindernislauf in 8:43,93 min die Silbermedaille hinter dem Marokkaner Hamid Ezzine. Anschließend kam er bei den Panarabischen Spielen in Doha über 3000 Meter Hindernis und über 5000 Meter als Erster ins Ziel, wurde anschließend aber positiv auf Erythropoetin getestet und daher disqualifiziert.
Nach Ablauf einer zweijährigen Sperre wegen dieses Verstoßes gegen die Dopingbestimmungen gewann er 2014 bei den Hallenasienmeisterschaften in Hangzhou in 8:09,48 min die Silbermedaille hinter seinem Landsmann Mohamad al-Garni. Bei den IAAF World Relays auf den Bahamas kam er mit al-Garni, Hashim Mohamed Salah und Maaz Abdelrahman Shagag auf den siebten Platz in der 4-mal-1500-Meter-Staffel. Das katarische Quartett stellte dabei mit 15:10,77 min den aktuellen Asienrekord auf. Über 3000 Meter Hindernis wurde er beim Continentalcup in Marrakesch in 8:17,27 min Dritter hinter dem Kenianer Jairus Kipchoge Birech und Evan Jager aus den Vereinigten Staaten und anschließend siegte er bei den Asienspielen in Incheon in 8:28,72 min. 2015 bestritt er in Doha seinen letzten Wettkampf und beendete damit seine aktive sportliche Karriere im Alter von 31 Jahren.

## Persönliche Bestzeiten
- 800 Meter: 1:46,38 min, 15. Juli 2006 in Pergine Valsugana
  - 800 Meter (Halle): 1:49,21 min, 14. März 2009 in Athen
- 1500 Meter: 3:36,15 min, 28. April 2010 in Doha
  - 1500 Meter (Halle): 3:41,69 min, 18. Februar 2009 in Stockholm
- 3000 Meter: 7:55,95 min, 27. August 2006 in Rieti
  - 3000 Meter (Halle): 8:09,48 min, 16. Februar 2014 in Hangzhou
- 5000 Meter: 13:25,51 min, 2. August 2014 in Ninove
- 3000 m Hindernis: 8:15,80 min, 13. Juni 2008 in Huelva